# Esporte Clube São Bento
El Esporte Clube São Bento, és un club polideportiu brasiler, destacant a futbol de la ciutat de Sorocaba, a l'estat de São Paulo. Els seus colors són blau i blanc.

## Història
En 1913, després d'una epidèmia de febre groga a la ciutat de Sorocaba, el club va ser fundat com a Sorocaba Athletic Club per als funcionaris de la fàbrica de arnès Ferreira e Cia. El 1914, el club va canviar el seu nom a Esporte Clube São Bento en honor de Sant Bernet. El club va professionalitzar en 1953, el primer partit com a professional va tenir lloc contra el Bragantino, sent derrotat per 2-1 en Bragança Paulista. El 1962, va guanyar el primer títol després de guanyar del América al final de la sèrie A-2. El 1979 el club competeix en el Campionat Brasiler, obtenint el lloc 15. El 2001, guanya la Sèrie A-3 aconseguir 4 punts d'avantatge sobre el seu rival Atlético Sorocaba. El 2002 guanya la Copa FPF després de guanyar de Jaboticabal a la final. En 2016 es fa bones campanyes en el Campionat Paulista sent eliminats en els Quarts de Final per a Santos FC i poden accedir a la Sèrie C guanyando de Itabaiana en Quarts de Final de la Série D.

## Estadi
El São Bento juga a l'Estadi Walter Ribeiro, constrüit en 1967, inaugurat en 1978, amb capacitat a 13.772 espectadors.

## Palmarès
- 1 Campionat Paulista Série A-2: 1962
- 1 Campionat Paulista Série A-3: 2001, 2013
- 4 Campionat Paulista del Interior: 1963, 1965, 1966 i 2016
- 1 Copa FPF: 2002

## Jugadors destacats
- Adhemar
- Nenê
- Elias
- Abelha
- Bauer
- Lúcio
- Luís Pereira
- Marinho Peres
- Tupãzinho
- Rodrigo Tabata
- Zenon